# Gepard (зенітна установка)
Ґепа́рд (нім. Flugabwehrkanonenpanzer (також Flakpanzer, FlakPz) Gepard — танк з зенітною гарматою «гепард») — німецька зенітна самохідна артилерійська установка виробництва компанії Krauss-Maffei в співпраці з іншими підприємствами. Використано модифіковане шасі від танка Leopard 1 та артилерійську частину на основі двох 35 мм гармат Oerlikon KDA. Надійшла на озброєння Німеччини, Бельгії, та Нідерландів у другу половину 1970-х років.
Призначена для захисту бронетанкових колон на марші та стаціонарних об'єктів від атак з вертольотів та літаків на малих і надмалих висотах вдень і вночі за будь-яких погодних умов та в умовах інтенсивної радіоелектронної протидії супротивника.
Бойове хрещення відбулось в 2022 році під час російсько-української війни.

## Історія
Розробка Gepard почалась у 1966, коли виникла потреба заміни американської ЗСУ M42 Duster, яка на той час стояла на озброєнні Бундесверу.
У 1969 почали випробування чотирьох прототипів, на які були встановлені гармати різних калібрів: 30 мм та 35 мм. 25 червня 1970 було вирішено використати артилерійську установку калібру 35 мм. Підбір озброєння відбувався на основі необхідності боротьби з сильно броньованими бойовими вертольотами, такими як Мі-24, броня якого здатна захищати від снарядів калібру до 23 мм.
5 лютого 1973 було ухвалене рішення про серійний випуск. Компанія Krauss-Maffei отримала контракт на 432 турелі та 420 корпусів, загальною вартістю 1,2 млрд німецьких марок. Перші машини з'явились в армії у грудні 1976.
Всього протягом 1976—1980 років було виготовлено:
- 420 Gepard B2 та B2L.

На експорт було виготовлено:
- 95 FlakPz CA1-3 для Нідерландів,
- 55 FlagPz Gepard B2 для Бельгії.

Моделі відрізняються літерою та цифрою в суфіксі назви:
- Прототипи (серійні номери 351—357):
  - 1 покоління: A
  - 2 покоління: B
  - Нідерландська версія: C
- Передсерійні моделі (серійні номери 3501-3517):
  - З конічним скануванням простору: B1
  - З оптимізованим радаром: B2R
  - Нідерландська версія: CA
- Серійні моделі:
  - Німеччина: B2, B2L (серійні номери 35001-35420)
  - Нідерланди: CA1, CA2, CA3 (серійні номери 35501-35595)
  - Бельгія: B2 (серійні номери 35601-35655).

Основна відмінність між різними серійними моделями полягала в конструкції бортових РЛС.
У 1996 систему було модернізовано.
Наприкінці 2000-х з'явились плани по зняттю ЗСУ Gepard з озброєння в Німеччині (а також у Бельгії та Голландії). Частину установок продали до інших країн.

### Вдосконалення
Протягом доволі тривалої історії розробки та експлуатації системи вона проходила через різні програми модернізації та підвищення бойової ефективності. Іще під час серійного виробництва було змінено конструкцію приладів для відстрілу димових гранат. Було замінено пристрої вимірювання початкової швидкості снарядів v0 на витриваліші.
Починаючи з 1985 року більшу частину машин моделі B2 було додатково обладнано лазерним далекоміром, завдяки чому кількість машин моделі B2L на озброєнні Бундесверу зросла до 382 одиниць. Також бортові радіостанції SEM 25 були замінені на сучасніші радіостанції SEM 90.
В 1984 році розпочались роботи над створенням модернізованої моделі Gepard 2. Нова модель мала скоротити експлуатаційні витрати, підвищити бойову ефективність та усунути відомі недоліки наявної системи. Серед іншого, аналоговий балістичний обчислювач мав бути замінений на цифровий. Мали бути створені нові снаряди, можливість обміну даними, поліпшено ергономічність.
В 1986 році почалось опрацювання технічного завдання проєкту Gepard 2, а в 1988 році — розробка.
В 1992 році було виготовлено перший прототип. Однак через раптову зміну безпекової ситуації у Світі проєкт був визнаний надто дорогим та невиправданим.
Та на початку 1990-х років з'явилась проблема з постачанням запасних частин і технічним обслуговуванням наявного парку Gepard. Тому в 1996—2000 роки 147 машин пройшли модернізацію з подовженням терміну служби. Під час модернізації було використано частину напрацювань проєкту Gepard 2 і нова модель отримала назву Gepard 1A2. В цьому проєкті з модернізації взяли участь і Нідерланди з 60 машинами.
Оновлена модель отримала новий цифровий балістичний комп'ютер на основі 32-бітового мікропроцесора Motorola 68020 із математичним копроцесором, поліпшено інтеграцію в систему управління боєм та розвідки сухопутних військ (нім. HFlaAFüSys), радіостанції SEM 93. Також була додана підтримка нових снарядів FAPDS з істотно більшою ефективною дальністю й вищою початковою швидкістю.

### Подальший розвиток

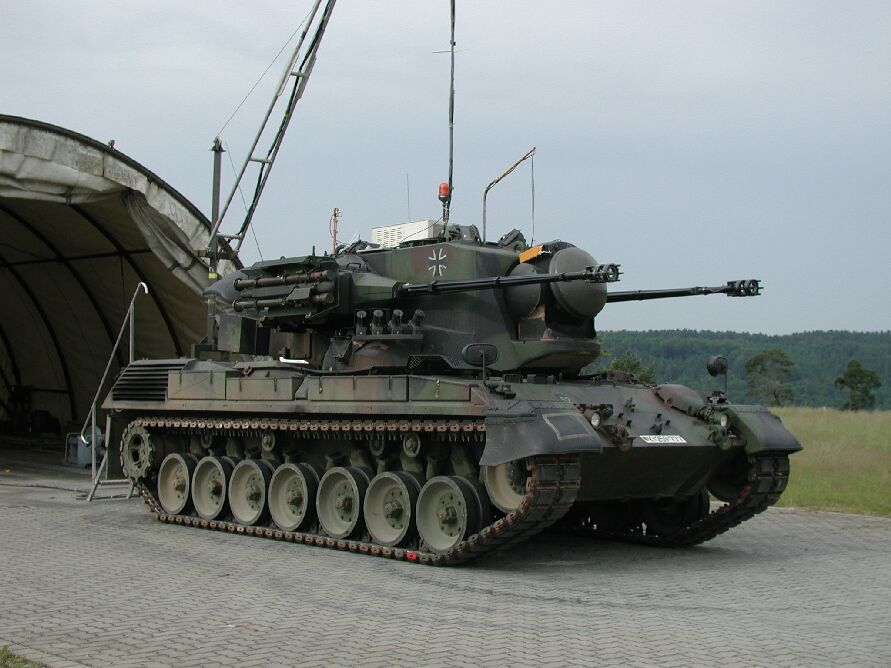
Прототип «Гепарда» з ракетами FIM-92 Stinger

Після об'єднання основних розробників комплексу в єдину компанію Krauss-Maffei Wegmann, було створено прототип модернізації з встановленою спареною пусковою установкою зенітних ракет FIM-92 Stinger на гондолі правої гармати.
Також було створено прототип системи, яка отримала назву англ. Smart Fort з можливістю дистанційного управління вогнем, наприклад, із захищеного місця, бункера, тощо.

## Конструкція
ЗСУ базується на модифікованому шасі танка Leopard 1. На башті, що здатна обертатись на 360°, встановлені дві 35 мм гармати Oerlikon KDA та два радари: пошуковий та відстежувальний. Для електродвигунів керування баштою служить електрогенератор потужністю 40 кВт, для якого, у свою чергу, передбачений окремий дизельний двигун Mercedes-Benz OM 314 об'ємом 3,8 л.
Кожна з гармат має швидкострільність 550 пострілів на хвилину. Довжина стволів складає 90 калібрів (3,15 м), початкова швидкість снарядів 1440 м/с, ефективна дальність ураження 5500 м. До боєкомплекту входять 640 снарядів для ураження повітряних цілей та 40 бронебійних снарядів для стрільби по наземних цілях.
Існувала практика супроводження цієї ЗСУ загонами піхоти, озброєними протиповітряними ракетами Stinger; в такому випадку солдати використовували інформацію, отриману від радарів ЗСУ. Також існував проект по розміщенню на Gepard ракетних модулів, однак від нього відмовились через вартість та появу ракетної ЗСУ «Ozelot» на основі БМД «Візель».

### РЛС
«Гепард» має дві РЛС — оглядову для пошуку цілей та стеження для наведення на обрану ціль.
Оглядовий радар встановлений на даху башти, в робочому положенні він здіймається над баштою, в похідному положенні складається позаду башти. Оглядова РЛС здатна працювати під час руху машини.
Оглядовий радар робить 60 обертів на хвилину й може працювати на одній з шести частот.
Німецькі «Гепарди» мають оглядові радари Siemens MPDR 12, що працюють в S-діапазоні та горизонтальній поляризації. Оглядова РЛС також має інтегровану систему «свій-чужий» MSR 400 Mk XII.
Ефективний радіус роботи оглядової РЛС сягає до 15 км.
Радар стеження знаходиться в передній частині башти, прямо між гарматами. Він працює на двох частотах в Ku-діапазоні та має ефективну дальність 15 км. Під радомою знаходиться чотири рупорні антени. Радар стеження за ціллю встановлений на поворотному кронштейні, й здатен наводитись на ціль в секторі близько 200° без потреби додатково повертати башту.
Коли радар стеження за ціллю не потрібен, його можна обернути менш захищеною пластиковою радомою в бік башти.
Над радаром стеження встановлений лазерний далекомір.
Обидві РЛС працюють незалежно, мають механізми захисту від засобів радіоелектронної протидії та вбудовані системи самодіагностики.
| Оглядовий радар              | Німеччина/Бельгія | Нідерланди    |
| ---------------------------- | ----------------- | ------------- |
| Діапазон частот              | S-діапазон        | X-діапазон    |
| Ефективна дальність          | 15 км             | 15 км         |
| Темп обертів                 | 60/хвилину        | 60/хвилину    |
| Загасання                    | 60 dB             | 43 dB         |
| Коефіцієнт підсилення антени | близько 23 dB     | близько 23 dB |
| Поляризація                  | горизонтальна     | кругова       |
| Вибір частоти                | 6                 | 6             |
| Допоміжний радар             | 1                 | 1             |

| Стеження            | Німеччина/Бельгія | Нідерланди    |
| ------------------- | ----------------- | ------------- |
| Діапазон частот     | Ku-Діапазон       | X/Ka-Діапазон |
| Ефективна дальність | 15 км             | 13 км         |
| Вибір частот        | 2                 | 6             |
| Придушення завад    | близько 23 dB     | близько 30 dB |
| Частоти імпульсів   | 3                 | 3             |
| Форма антен         | парабола          | парабола      |

### Оптичні прилади

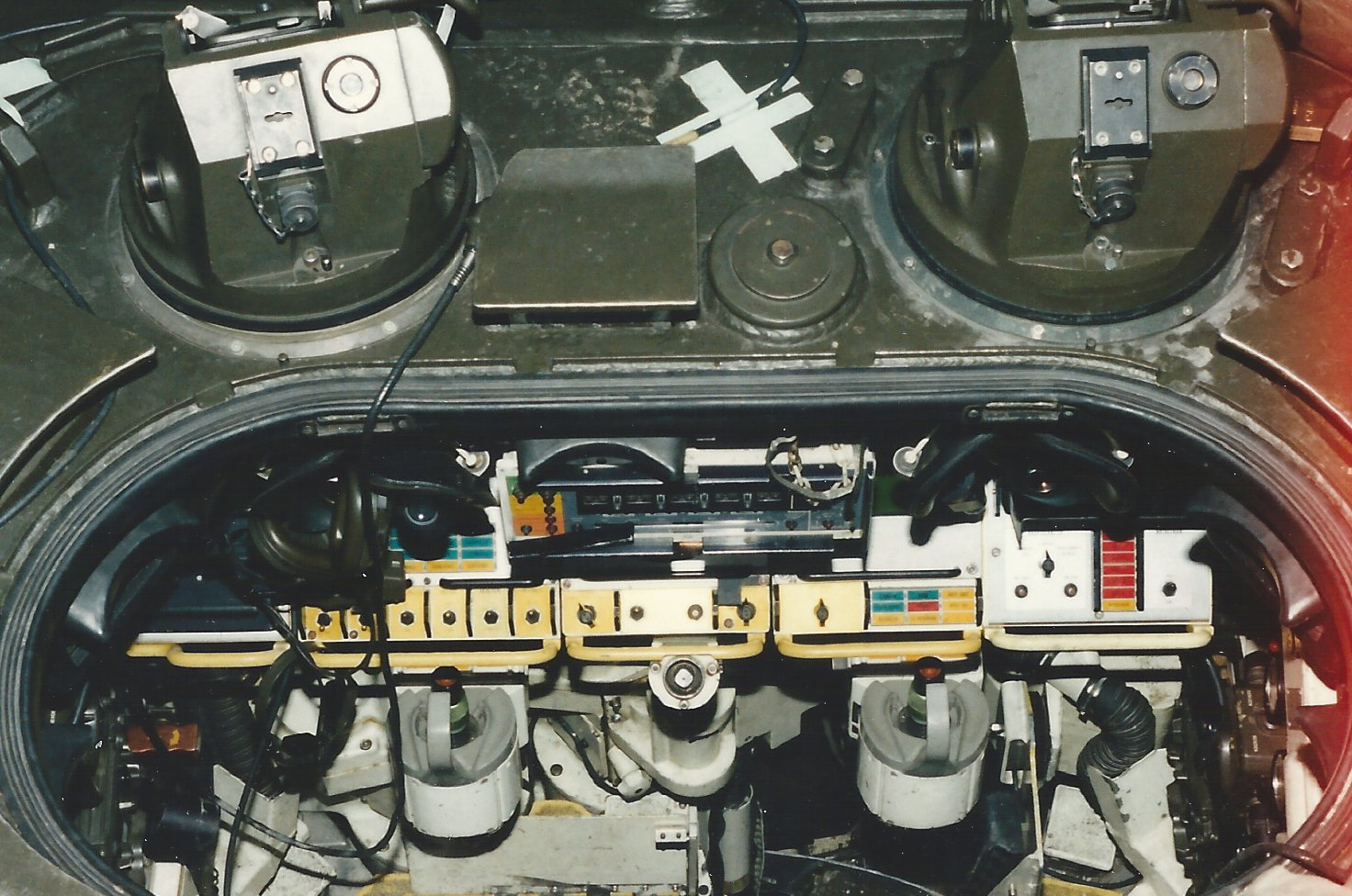
Вид на башту згори. Видно корпуси обох перископів

Додатково ЗСУ «Гепард» має два перископа — для командира екіпажу та стрільця-навідника. З можливістю перемикатись між 1,5 та 6-ти кратним збільшенням.
Перископи потрібні для візуального розпізнавання та спостереження за ціллю, огляду бойової обстановки та наведення на наземні цілі (РЛС проти наземних цілей не працює).
Перископи стабілізовані чим значно полегшують завдання огляду бойової обстановки та наведення на наземні цілі в русі.
Вони мають системи підігріву, підсвічування міток, щітки для протирання об'єктиву.
Під час наведення радаром стеження на ціль перископ стрільця-навідника автоматично наводиться на неї також. Таким чином, стрілець має додаткову можливість ідентифікувати ціль та перевірити дані системи «свій-чужий».
Перископи можуть бути використані для наведення на повітряні цілі у випадку виведення з ладу РЛС або ж для уникнення виявлення зенітної установки засобами радіоелектронної розвідки за випромінюванням радарів.

### Система управління вогнем

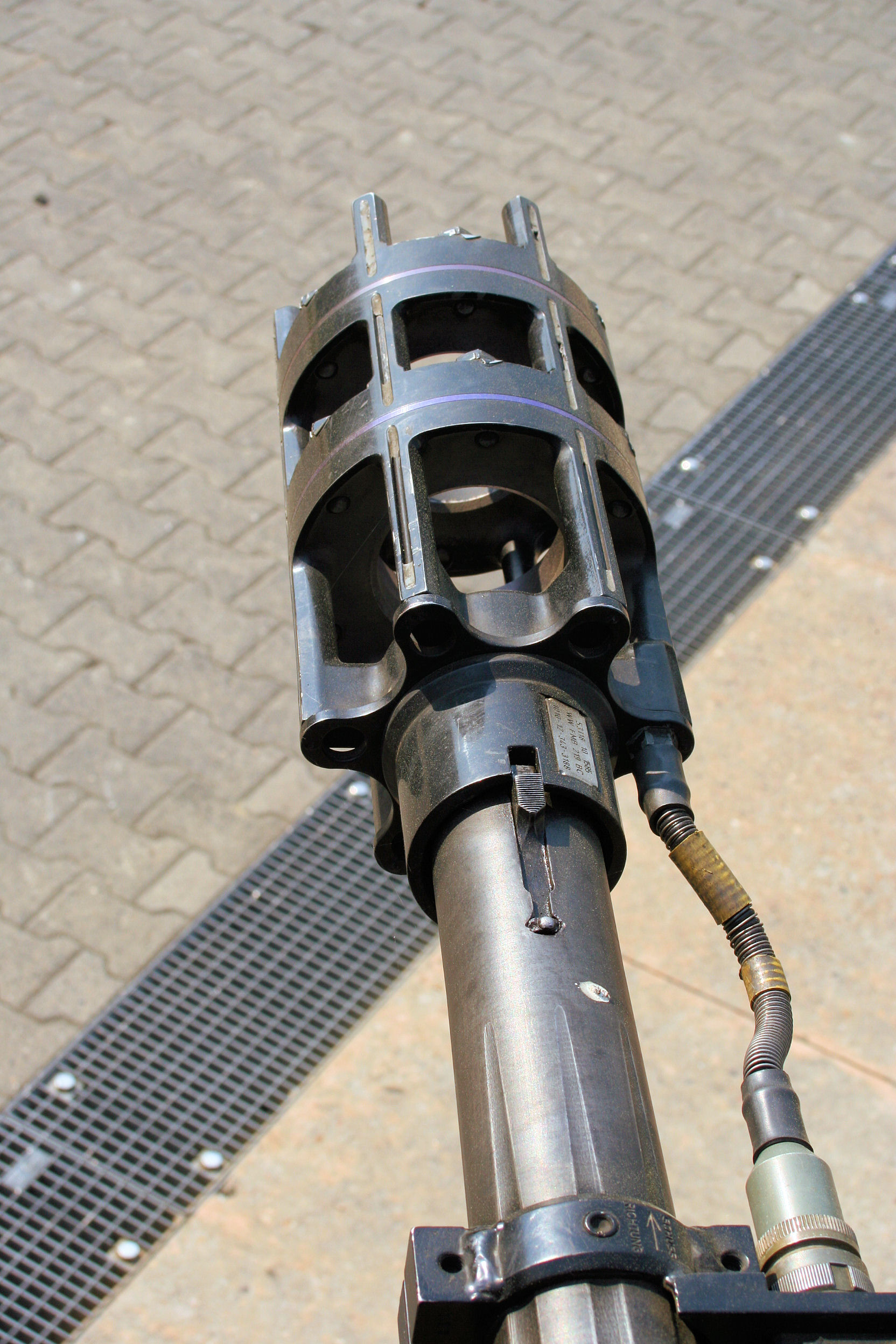
Пристрій вимірювання початкової швидкості снарядів v_{0} на дулі лівої гармати

Установка має гіроскоп, завдяки якому система управління вогнем здатна врахувати нахил машини на нерівній поверхні. Також до уваги беруться дані про атмосферний тиск, температуру та вологість повітря, швидкість та напрям вітру.
На дульному зрізі гармат встановлено спеціальний пристрій вимірювання початкової швидкості снарядів, адже вона істотно впливає на точність вогню та коливається в залежності від температури набоїв, камори, тощо.
Система управління вогнем має до шести основних режимів застосування та до трьох допоміжних. Вибір режиму залежить від типу цілі (вертоліт, літак, тощо), стану справності РЛС, наявності радіозавад, тощо. В залежності від встановленого режиму система обчислює оптимальну кількість снарядів, необхідну для ураження цілі.
У версії Gepard 1А2 система управління вогнем була модернізована. Нова версія була створена компанією EADS, вона стала цифровою на основі 32-бітового мікропроцесора Motorola 68020, отримала можливості командування, управління і зв'язку (англ. Command, Control and Communications, C3) — тобто, може обмінюватись даними з іншими системами протиповітряної оборони. Також машина отримала пристрій супутникової навігації GPS.

### Озброєння

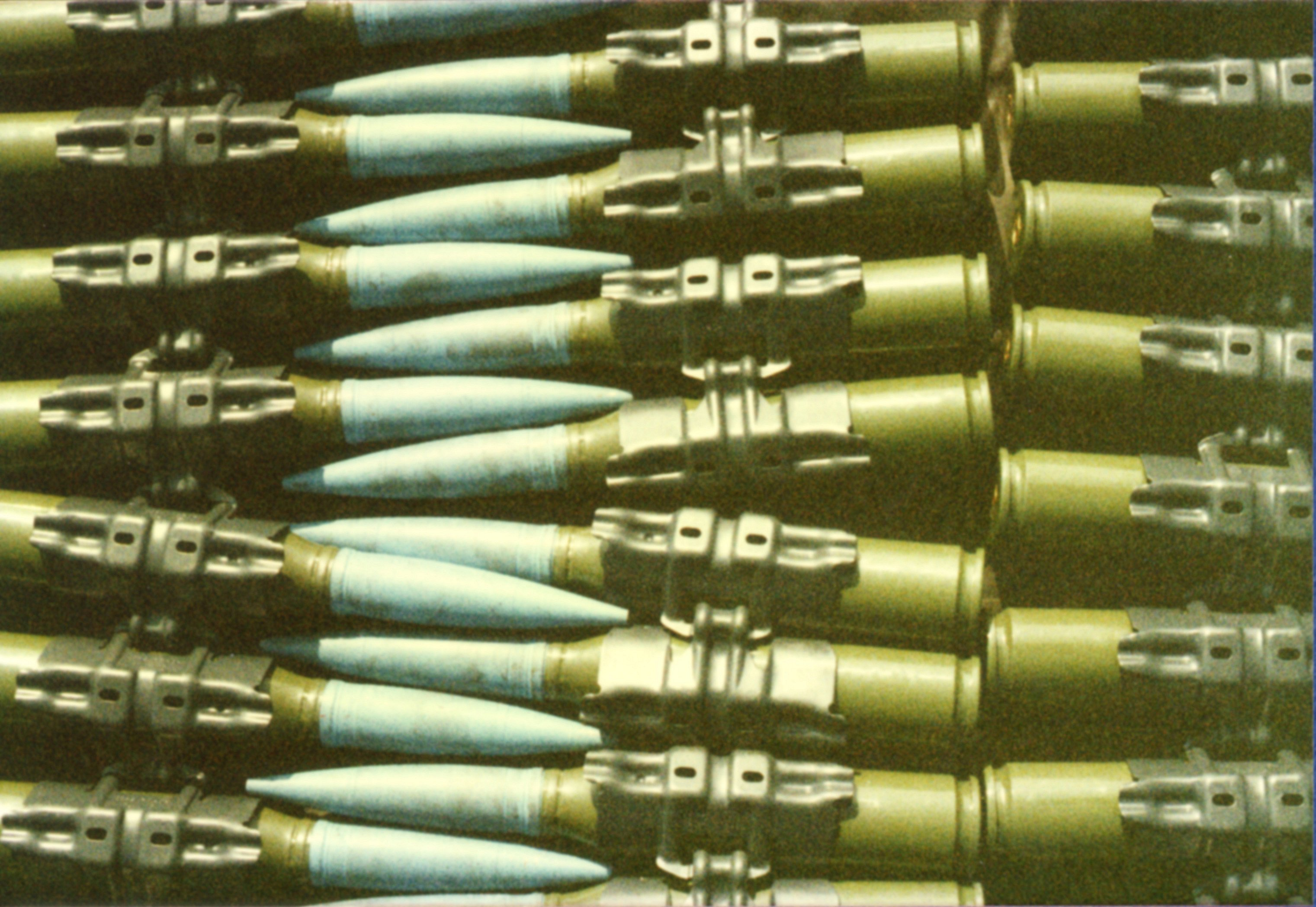
Навчальні снаряди у стрічці

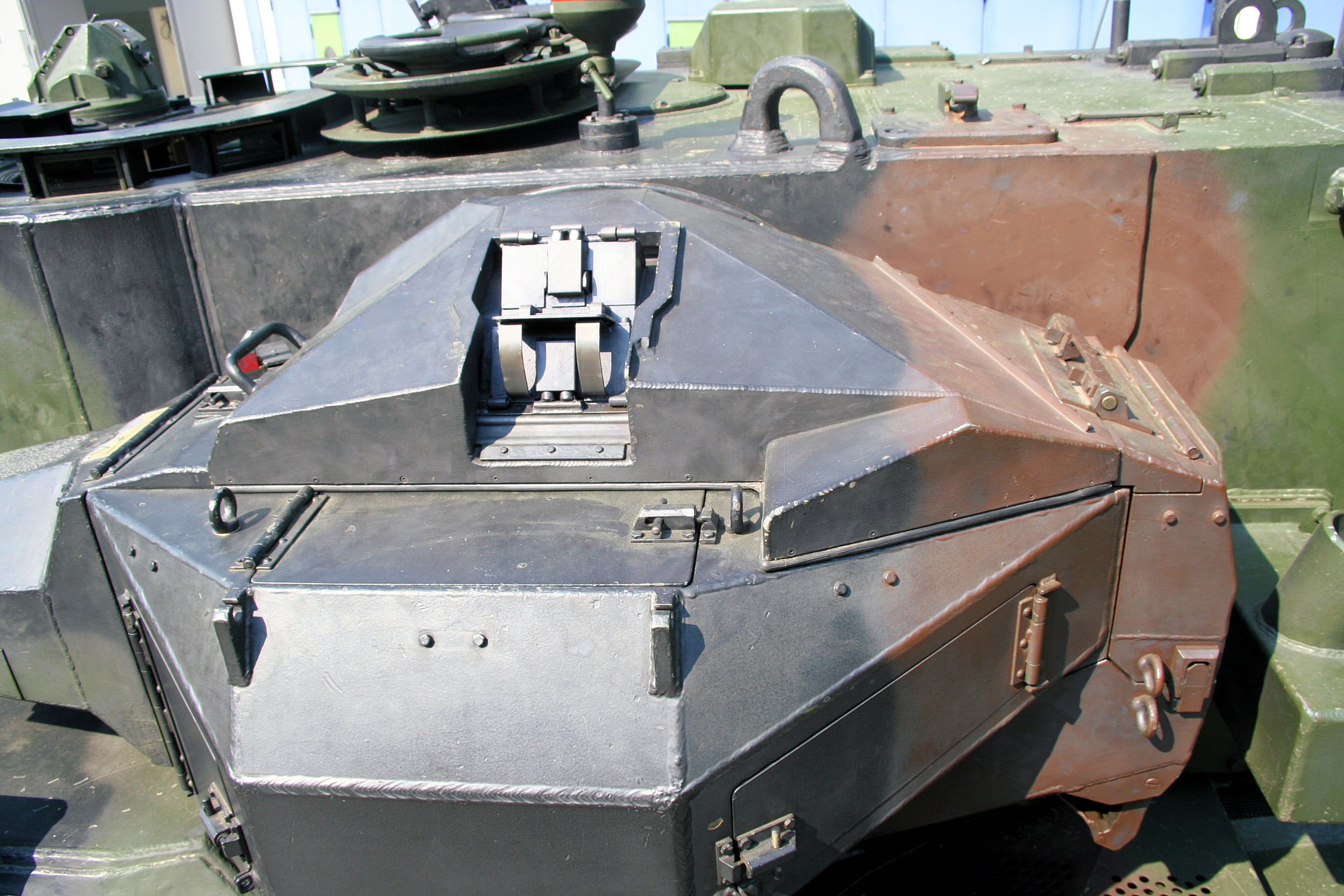
Ліва гондола кріплення гармати

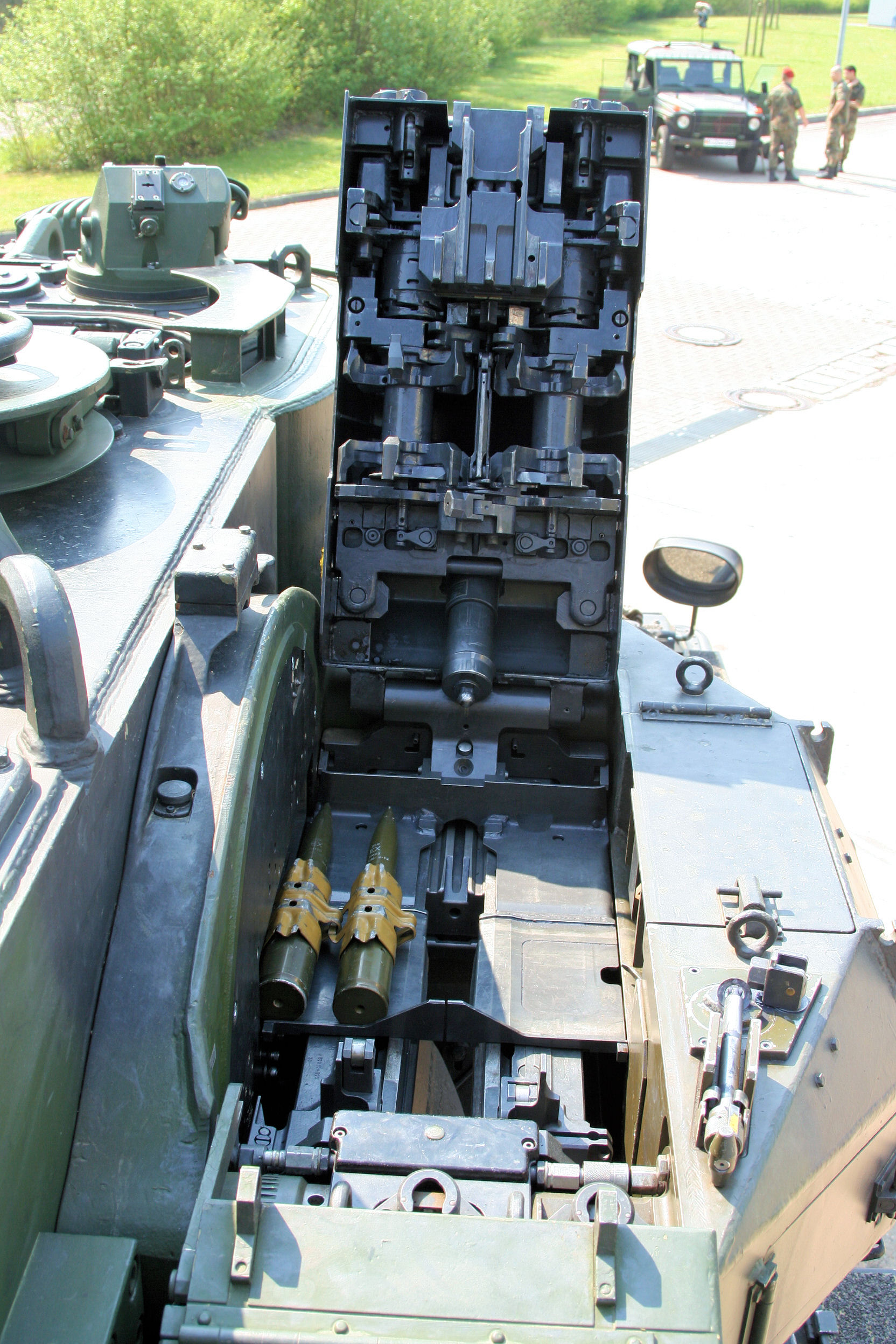
Права гондола з відкритою кришкою

Основним озброєнням зенітної артилерійської установки «Гепард» є пара 35-мм гармат Oerlikon KDA L/90. Гармати встановлені ззовні на башті установки. Уразливі частини (наприклад, затвор) прикриті сталевими листами.
Довжина ствола — 3150 мм, з приладом вимірювання дульної швидкості — 3710 мм, а повна довжина зібраної гармати — 4740 мм.
Таке розташування гармат полегшує доступ для обслуговування та ремонту а також запобігає потраплянню порохових газів всередину башти.
Кожна гармата живиться окремо від іншої та отримує снаряди у сталевій розбірній стрічці. Основний боєкомплект — 320 снарядів для ураження повітряних цілей, знаходиться спеціальних нішах в нижній частині башти, снарядами всередину. Також у магазині в гондолі кріплення гармати знаходиться 20 снарядів для ураження наземних цілей.
Снаряди 35×228 мм мають спеціальний паз для кріплення в ланках стрічки (т. зв. нім. Gurtrille).
Темп вогню кожної гармати — 550 пострілів на хвилину, разом — 1100 пострілів на хвилину.
Перемикання між подачею снарядів для ураження повітряних та наземних цілей відбувається з середини башти.
Система здатна вести вогонь навіть при виведенні з ладу однієї з гармат.
Повне перезаряджання системи з підготовлених стрічок займає близько 20 хвилин.
Таким чином боєкомплект системи складається з 640 снарядів для ураження повітряних цілей та 40 снарядів для стрільби по наземних цілях. Сукупна вага боєкомплекту дорівнює близько 1,1 т.

### Номенклатура боєприпасів
Основними типами боєприпасів головного озброєння є снаряди 35×228 мм:
HEI-T (Фугасно-запалювальний-трасуючий снаряд з самоліквідатором)
- Дальність:
  - Максимальна: 4000 м (на цій відстані спрацьовує механізм самознищення)
  - Горіння трасеру: понад 3100 м
- Ефективна висота: 3100—4000 м
- Час до самознищення: 6—12 с

SAPHEI-T (Бронебійно-фугасно-запалювально-трасуючий снаряд)
- Дальність: 4000 м
- Дальність до самознищення: 4000 м
- Ефективна висота: близько 4000 м
- Час до самознищення: 6—12 с
- Бронепробиття: 40 мм на відстані 1000 м

APDS-T (Бронебійний оперений підкаліберний-трасуючий снаряд)
- Дальність: 4000 м
- Горіння трасеру: 2000 м
- Ефективна висота: 4000 м
- Бронепробиття: 90 на відстані 1000 м

APFSDS-T (Бронебійний оперений підкаліберний-трасуючий снаряд та відокремлюваним піддоном)
- Дальність: 4000 м
- Ефективна висота: 4000 м
- Бронепробиття: 115+ мм на відстані 1000 м

FAPDS (Бронебійний підкаліберний з крихким осердям снаряд)
- Був доданий при модернізації 1A2. Мав поєднати балістичні характеристики підкаліберного снаряду з дією фугасного.
- Дальність: до 5000 м
- Ефективна висота: до 3500 м

## Робота
Зенітна самохідна установка «Гепард» здатна працювати автономно: вона має оглядово-пошукову РЛС, та РЛС відстеження і наведення на ціль, систему визначення «свій — чужий», тощо.
Оглядово-пошуковий радар виявляє ціль, визначає відстань до неї та азимут, відповідна інформація у графічній формі виводиться на екран системи управління вогнем. Радар відстеження та наведення на ціль після наведення за азимутом виконує пошук цілі й за висотою, після чого налаштовується на постійне відстеження траєкторії цілі.
Завдяки отриманим даним про траєкторію цілі балістичний комп'ютер обчислює параметри наведення з необхідним упередженням.
Коли ціль опиняється в зоні досяжності гармат, система повідомляє оператора про готовність до відкриття вогню (нім. Feuerbereit).
Окрім РЛС, система має два перископа для відстеження цілі командиром і навідником.
Система встановлена на модифіковане шасі від основного бойового танку Leopard 1. Базове шасі було модифіковане для розміщення додаткового дизель-генератора а також для можливості встановлення башти масою 15 т.

### Режим вогню
В залежності від цілі обирають один з наявних режимів вогню. Для ураження літаків зазвичай обирають «нормальний» (нім. NORMAL) режим, кількість пострілів, при цьому, обчислює система управління вогнем, але не більше 12 пострілів на гармату.
Якщо боєзапас обмежений, обирають відповідний режим (нім. BEGRENZT), тоді максимальна кількість пострілів на одну гармату дорівнює 10.
Для ураження БПЛА служить режим «короткими» чергами (нім. KURZ).
У виняткових ситуаціях можна обирати режим необмеженої черги (нім. DAUER) або ж одиночні постріли (нім. EINZEL) для ураження наземних цілей.

## Навчання у Бундесвері

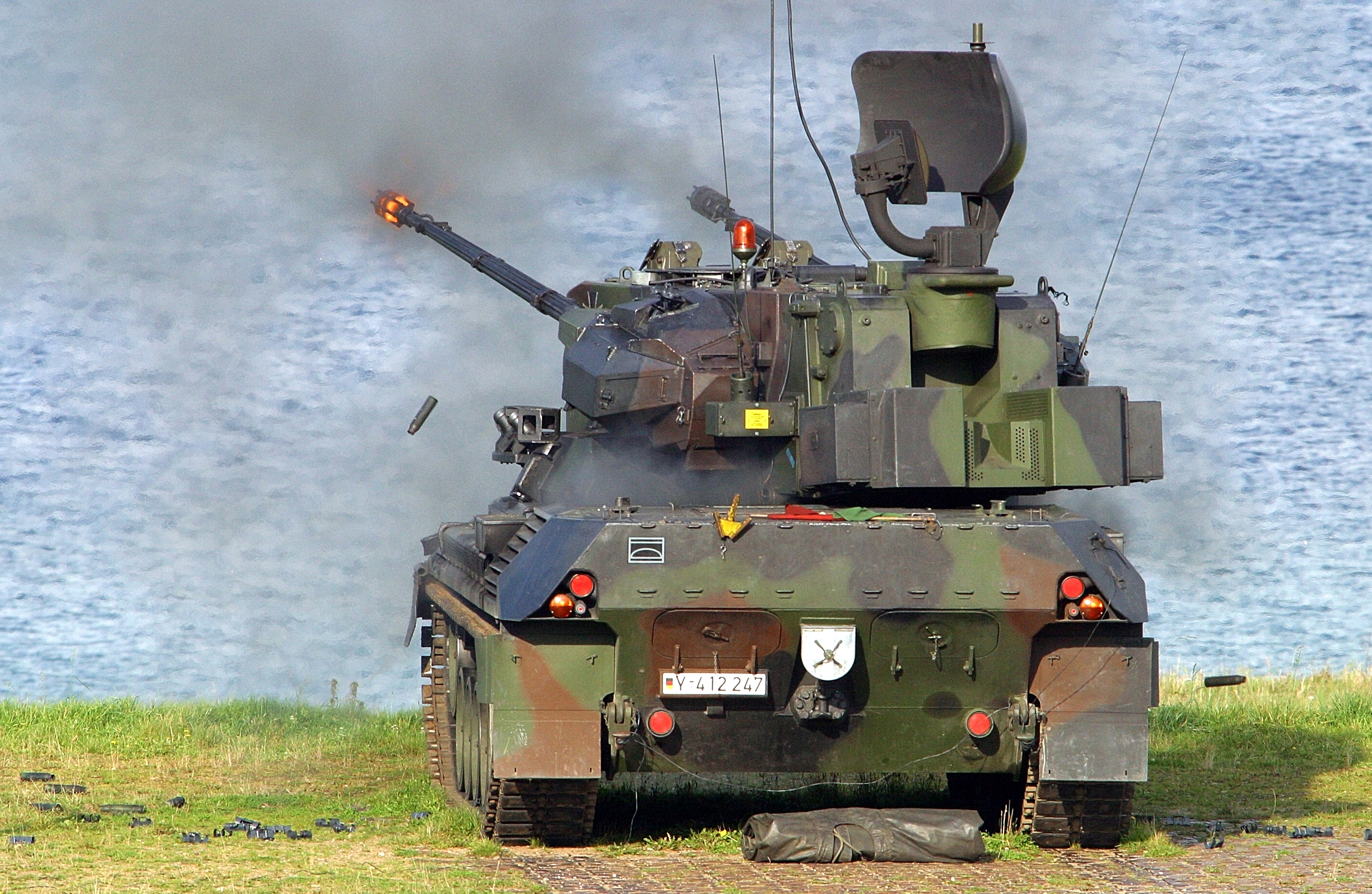
Навчальні стрільби по повітряних цілях

Обслуговування та застосування ЗСУ «Gepard» покладало значні вимоги до екіпажу. Навчання призовників було ледь чи не найдовшим в порівнянні з усіма іншими системами.

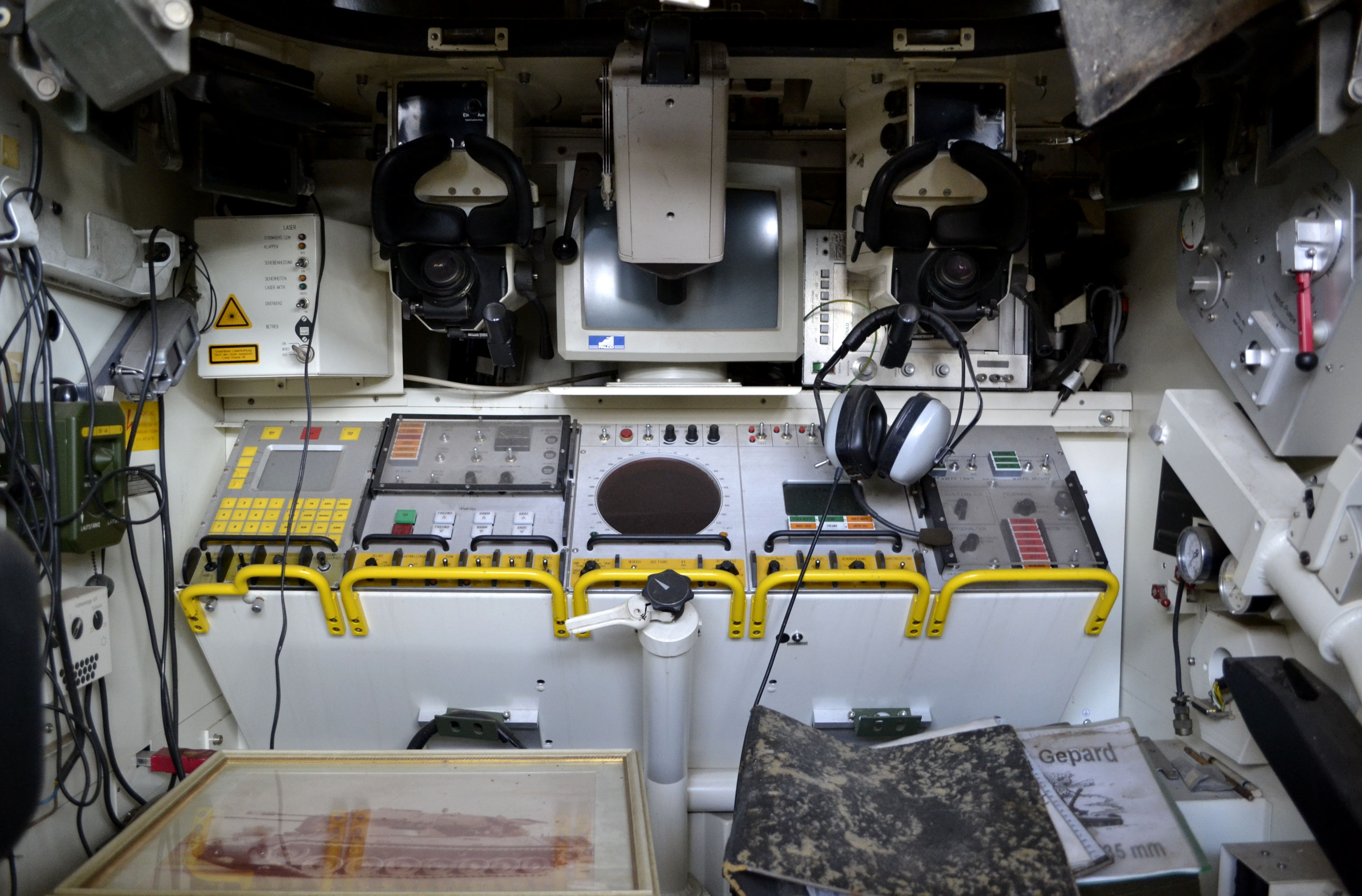
Навчальний симулятор ASF для установок Gepard 1A2

Для навчання Gepard 1A2 було впроваджено симулятор Ausbildungsanlage Simulator Flugabwehrbatterie (ASF).
Для навчальних стрільб використовували два військових полігони, обидва на узбережжі Балтійського моря. Для стрільби по повітряних цілях використовували полігон Todendorf (неподалік однойменного населеного пункту). Для стрільби як по наземних цілях, так і по повітряних використовували полігон Putlos (неподалік населеного пункту Ольденбург).
Як повітряні цілі служили буксовані літаками навчальні мішені типів TGL-3C та TGL-3D та навчальні мішені-літальні апарати DO-SK6
На навчаннях на машини встановлювали спеціальний прилад, який обмежував сектор обстрілу (HSSB, нім. Höhen-Seiten-Sektor-Begrenzer), аби запобігти випадковому вогню в небажані напрямки.
Окрім того, екіпажі отримували навички з догляду за системами установки. Також в навчальних центрах готували технічний персонал для налаштування, догляду, діагностики та ремонту механічних, гідравлічних, електричних, тощо складових системи.

## Тактико-технічні характеристики
Заявлені тактико-технічні характеристики установок Gepard 1A2 Бундесверу
- Екіпаж: 3 особи (водій, командир екіпажу, навідник)

Габарити
- Довжина: 7,76 м
- Ширина: 3,28 м
- Висота: 4,22 м з піднятим оглядовим радаром
- Маса: близько 47,5 т;

Силова установка та рухомість

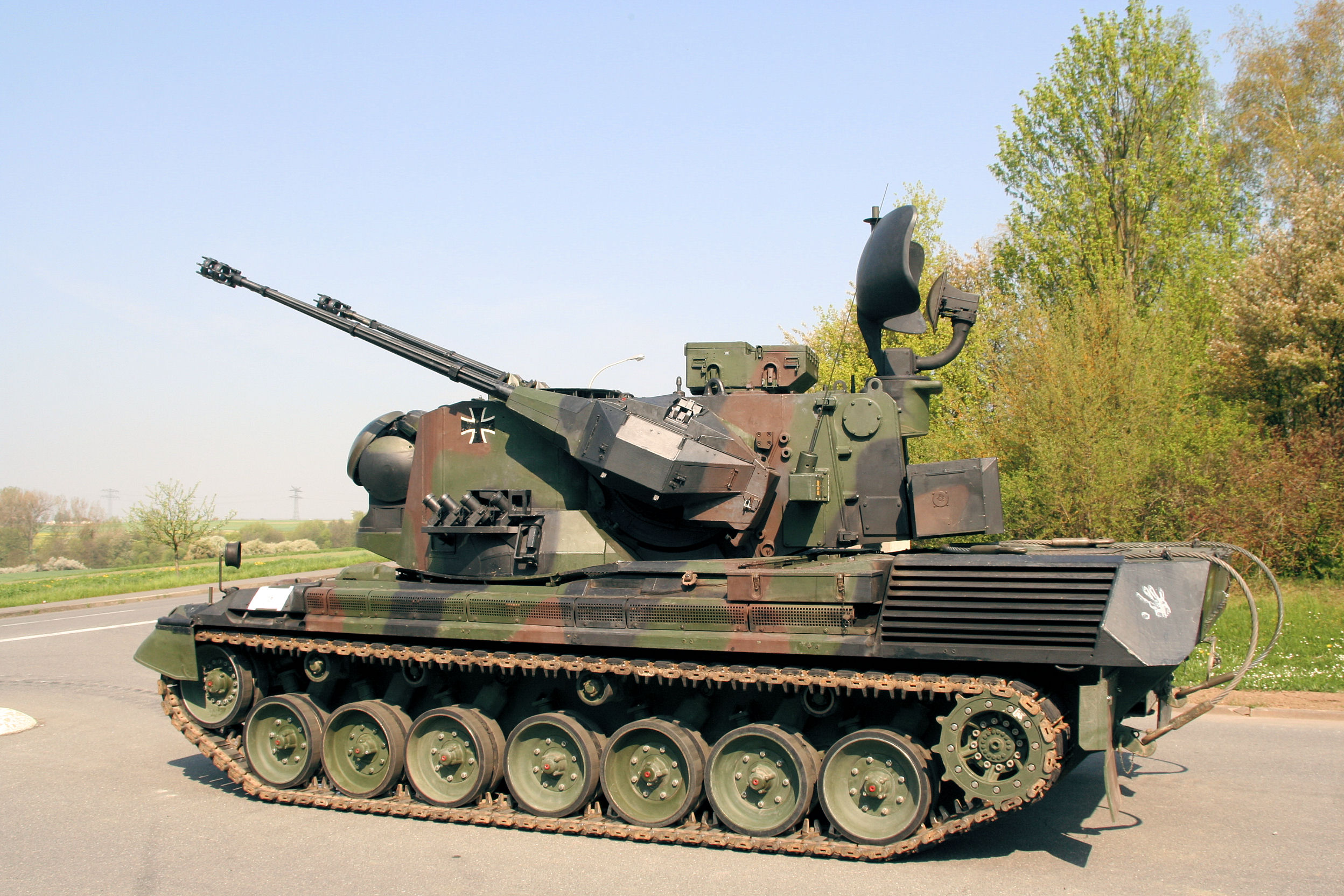
Gepard 1A2

- Основний двигун: багатопаливний, потужністю 610 kW (830 к.с.).
  - 10-циліндровий, робочий об'єм: 37,4 л,
Виробник: MTU, Модель: MB 838 CaM 500[23],
  - Витрата палива: близько 150 л/100 км
- Додатковий мотор: дизельний мотор Daimler-Benz OM 314.
  - 4-циліндра, потужність 66 kW (90 к.с.) / Робочий об'єм: 3,8 л
  - Витрата палива: близько 10-20 л/год
- Об'єм паливних баків: 985 л
- Максимальна швидкість: близько 65 км/год
- Запас ходу (по шосе): близько 550 км

Основне озброєння
- 2×35-мм автоматичні гармати Oerlikon KDA L/90
  - Темп вогню: 550 постріли на хвилину на одну гармату
  - Довжина ствола: 3150 мм (90 калібрів);
  - Довжина ствола з приладом вимірювання початкової швидкості (v0): 3710 мм
  - Нарізи: прогресивні в правий бік (0°–6° 30″); кількість нарізів: 24
- Номенклатура боєприпасів (Бундесвер):
  - FAPDS (Frangible Armour Piercing Discarding Sabot) проти повітряних та неброньованих або легкоброньованих наземних цілей (v0 > 1400 м/с),
  - HVAPDS-T (High-Velocity Armour-Piercing Discarding Sabot-Tracer) проти легкоброньованих або броньованих наземних цілей (v0 = 1385 м/с)
- Боєприпаси інших операторів:
  - різні типи підкаліберних та повнокаліберних (HEI, SAPHEI, APDS).

Засоби самозахисту
- 76-мм система постановки димових завіс з 2 × 4 пусковими на башті

Інше
- 2 радіостанції SEM 93

## Бойове застосування

### Російсько-українська війна

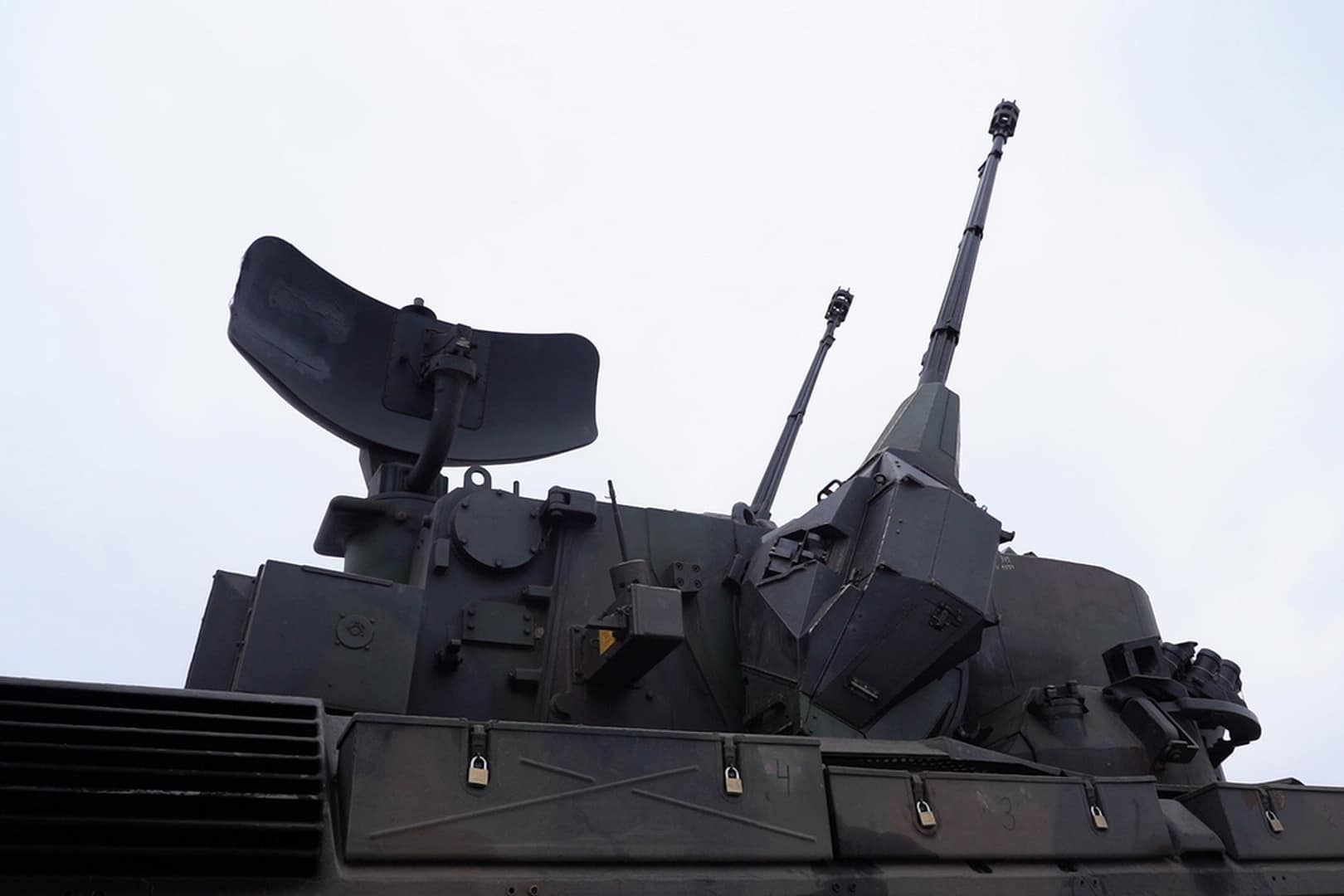
«Gepard» стоїть на варті об'єктів критичної інфраструктури на північному напрямку (Київ та область), грудень 2022 року

В другій половині вересня 2022 року в соціальних мережах було поширене відео руху установки «Gepard» разом з зенітним ракетним комплексом «Оса-АКМ» під час бойових дій в Харківській області.
На початку жовтня 2022 року військовий аташе України у США Борис Кременецький назвав «Gepard» одним із ефективних засобів боротьби з російськими дронами-камікадзе «Герань-2» (іранський Shahed 136). Разом з тим, ефективно протидіють цим дронам також ЗРК «Оса» та зенітні артилерійські установки ЗСУ-23-4 «Шилка». Істотна перевага саме артилерійських зенітних комплексів, при тому, полягає у порівняно «низькій» вартості ураження цілі в порівнянні навіть з такими ракетними комплексами, як «Оса».
Із відправленого наприкінці жовтня 2022 року листа міністерки оборони Німеччини Крістін Ламбрехт своїй Швейцарській колезі Віолі Амхерд з проханням дозволити реекспорт виготовлених в Швейцарії снарядів для ЗСУ «Гепард» до України випливає, що Україна використовувала наявні установки для захисту об'єктів критичної інфраструктури та морських портів від крилатих ракет і дронів-камікадзе. При чому застосування було настільки інтенсивним, що попри значну кількість вже переданих снарядів утворився певний дефіцит.
Озброєні зенітними установками Gepard мобільні вогневі групи входили до складу першого ешелону протиповітряної оборони Києва. Крім того, мобільні вогневі групи в першому ешелоні оборони Києва мали на озброєнні ЗРК «Оса-АКМ», ЗРК «Avenger», ЗСУ «Шилка», DM «Stinger», ПЗРК «Piorun», ПЗРК «Ігла-1», ПЗРК «Стріла-2», ПЗРК «Stinger», ПЗРК «Martlet», ПЗРК RBS-70, ЗУ-23-2 тощо.
Так, наприклад, оглядачі Conflict Intelligence Team припускають, що під час чергової хвилі масованих обстрілів об'єктів критичної інфраструктури 18 жовтня 2022 року саме із установки «Gepard» була знищена крилата ракета Х-101 над ТЕЦ-6 в Києві.
Слова українського аташе підтверджують і журналісти німецького видання Bild, які мали можливість поспілкуватись з українськими військовими наприкінці жовтня 2022 року.
Один з навідників-стрільців повідомив, що його команда має на рахунку дві знищені крилаті ракети та десятки збитих дронів-камікадзе. Йому також відомий випадок, коли інший «Gepard» успішно уразив російський літак, що атакував українську військову колону. Траплялись випадки застосування установок по наземних цілях.
Також на практиці було доведено, що «Гепард» ефективно протидіє «рою» дронів: так, наприклад, неподалік Одеси одна установка за короткий проміжок часу збила десять іранських дронів. Проте, великою проблемою для українських військових, на його думку, залишається мала кількість установок та дефіцит боєприпасів.

## Історія використання

### Бельгія
Сухопутні війська Бельгії мали на озброєнні 55 установок «Gepard» отримані протягом 1977—1980 років. Через відсутність фінансування програми продовження терміну служби не брала участі в програмі модернізації установок і в 1994 році зенітні установки «Gepard» були зняті з озброєння.
38 установок з рештою опинились на складах приватного підприємства OIP.

### Бразилія

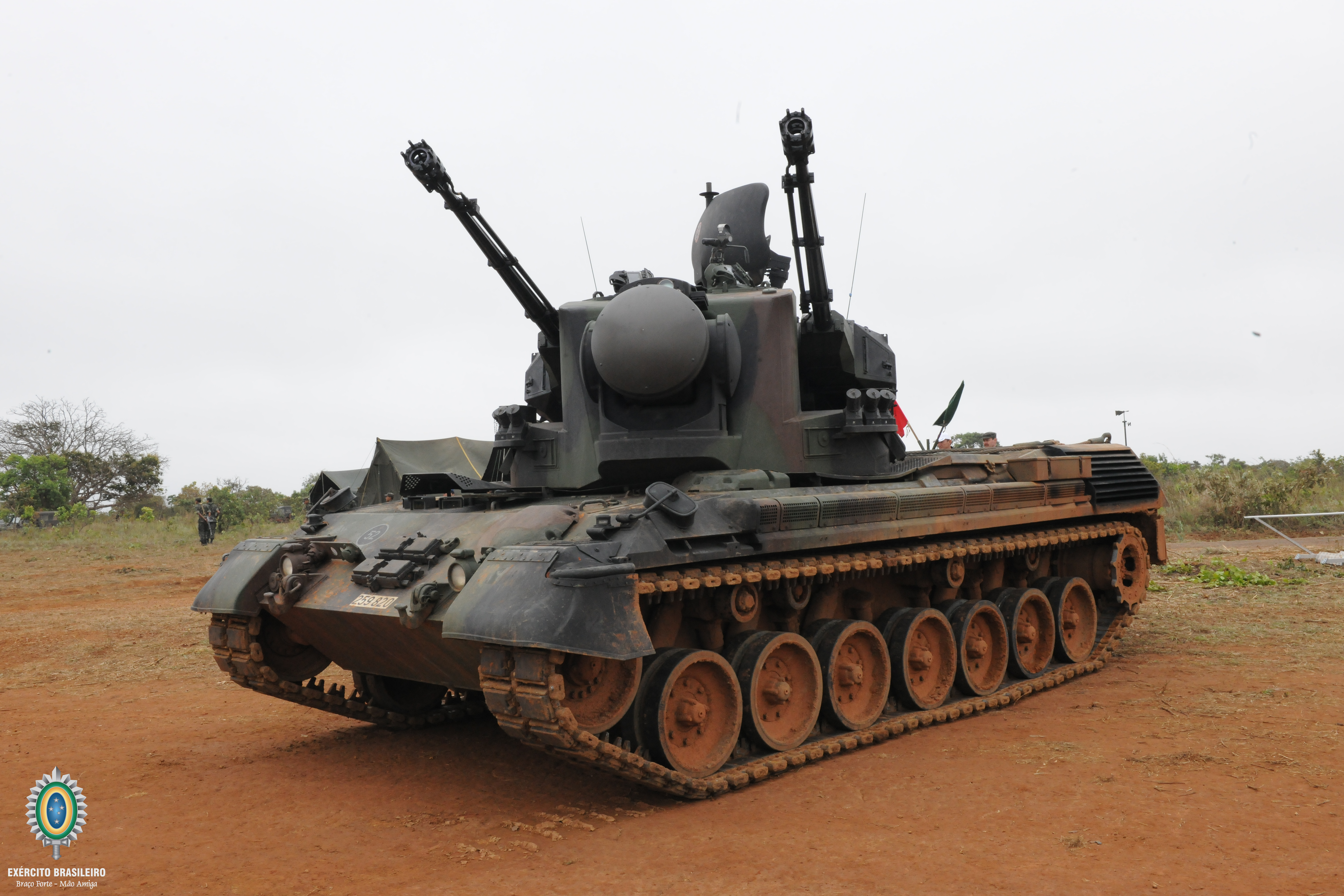
Представлений Krauss-Maffei Wegmann (KMW) Gepard 1A2 під час порівняльних випробувань в Бразилії, 2011 рік

Починаючи з 1997 року Бразилія придбала в Бельгії та Німеччині кілька сотень основних бойових танків Leopard 1. Для прикриття танкових підрозділів з повітря виникла потреба придбати зенітну систему малого радіусу дії. Так, в жовтні 2011 року на полігоні Формоса відбулись порівняльні випробування Gepard 1A2, ПЗРК 9К38 «Ігла» та 40-мм зенітної гармати Bofors L70.
Як мішень було використано БПЛА типу «летюче крило» дельтаподібної форми з розмахом крила близько 1 м. Крім того, Gepard успішно вразив наземні цілі на відстані 3 км.
На відміну від представлених конкурентів «Gepard» зміг тричі збити БПЛА (попри те, що його гармати встановлені точно паралельно на відстані 183 см одна від одної). Навіть попри неспрацювання контактного підривача снаряд так сильно зруйнував крило першого БПЛА, що вивів його з ладу
В квітні 2013 року стало відомо про намір Бразилії придбати 34 вживаних ЗСУ Gepard 1A2 з наявності Бундесверу за близько 30 мільйонів євро. Зенітні установки були потрібні для захисту від повітряних загроз під час чемпіонату світу з футболу 2014 року та літніх Олімпійських ігор 2016 року.
Перші 8 машин мали надійти до червня 2013 року аби встигнути до візиту Папи Римського до країни. В 2014 році з Німеччини було передано 13 одиниць. А у 2015 році мала бути поставлена решта.
Окрім «Гепардів» Бразилія має на озброєнні споріднені з ними об'єктові 35-мм зенітні артилерійські комплекси GDF-001, деякі з системою управління Super Fledermaus.

### Йорданія
В 2013 році було придбано 60 установок зі складів зберігання у Нідерландах разом з 22 причіпними 40-мм зенітними гарматами Bofors L70. Установки надійшли протягом 2014—2016 років. Сукупна вартість угоди склала майже $28 млн. В 2023 році США викупили всі ЗСУ для України.

### Катар
В 2018 році група німецьких фахівців представила установку «Gepard 1A2» для випробувань в Катарі. Під час стрільби на полігоні було підтверджено здатність системи успішно збивати малогабаритні БПЛА-квадракоптери типу DJI Phantom 3 на відстані трохи більше 1000 метрів.
У грудні 2020 було оголошено про схвалений дозвіл на експорт 15 машин «Гепард» в Катар. Крім того буде передано запасні частини та 16 тисяч снарядів. Вочевидь Катар планує використовувати ці зенітні установки для захисту Кубку світу 2022 від можливих атак дронів. Сукупна вартість угоди становить близько 31.4 мільйона євро.
Всі 15 ЗСУ Gepard були викуплені Німеччиною для України. Німеччина придбала Gepard у Катару за 64 мільйони доларів США, що приблизно вдвічі перевищує ціну, яку вони продали Катару кілька років тому.

### Нідерланди

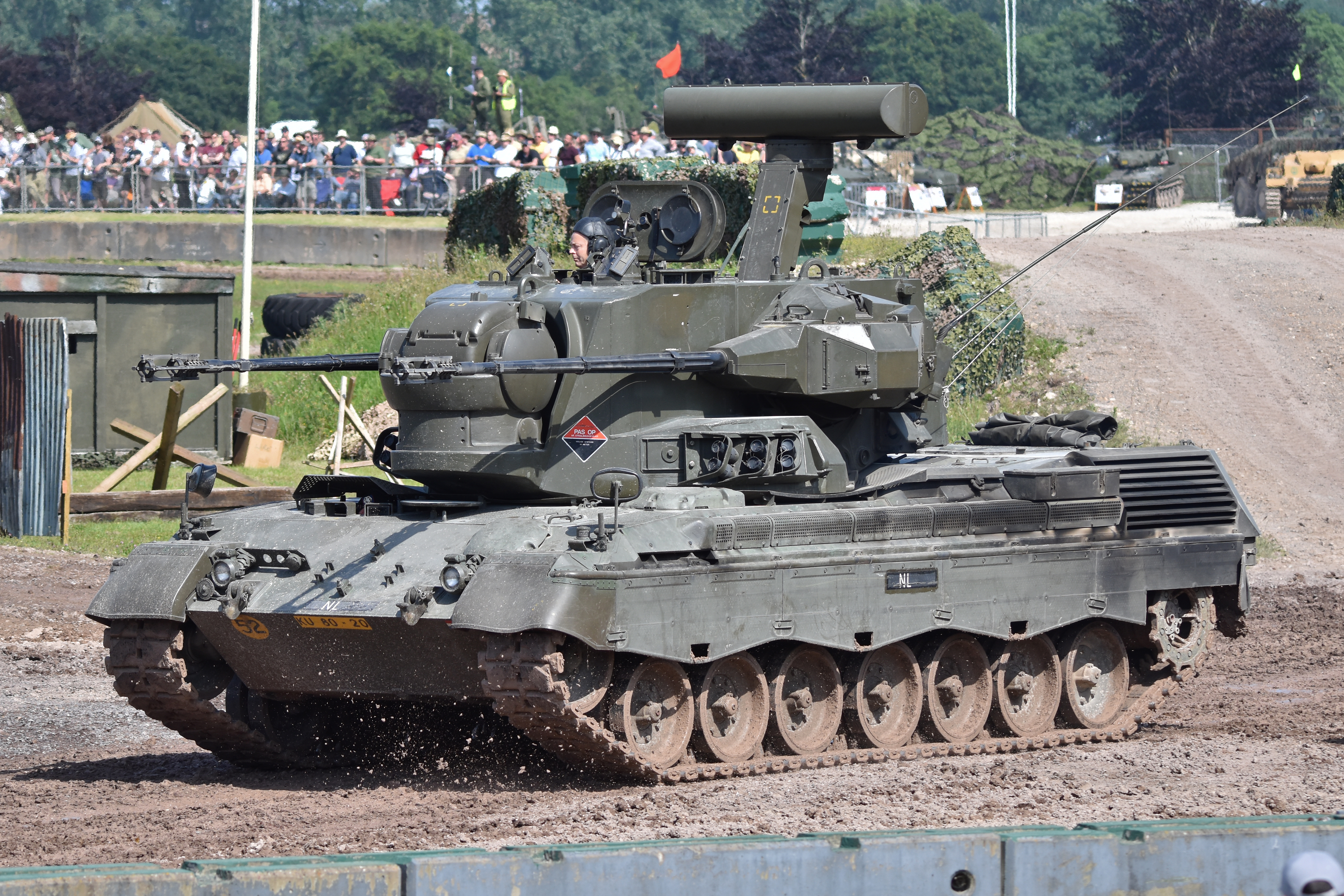
Нідерландськи «Гепарді» ззовні вирізняє антена оглядової РЛС циліндричної форми та наявність бортових екранів

Протягом 1976—1979 років Нідерланди отримали 95 установок C1. Тут їм надали позначення Cheetah PRTL (від нід. Pantser Rups Tegen Luchtdoelen — броньована зенітна самохідна установка).
Головною відмінністю від німецьких та бельгійських установок стало використання РЛС виробництва підприємства Hollandse Signaalaparaten, HSA (на той час — підрозділу концерну Philips). Окрім виразно відмінної форми антени (як оглядово-пошукової, так і наведення), в цій РЛС використано інший діапазон частот (X-діапазон) та внутрішню схему.

### Німеччина
Перші установки «Gepard» були передані 6-у навчальному батальйону Сухопутних військ Німеччини в 1976 році. Всього протягом 1976—1980 років Бундесвер отримав 420 установок, які надійшли на озброєння 11 батальйонів протиповітряної оборони у складі дивізій сухопутних військ Німеччини. В 1988 році 147 установок було модернізовано до рівня Gepard 1A2.
В рамках реформи сухопутних військ нім. Heeresstruktur 4 батальйони було реорганізовано у 11 полків протиповітряної оборони. Кожен полк мав у складі шість протиповітряних артилерійських батарей з шістьма установками «Gepard» кожна.
На початку 1990-тих, вже після возз'єднання Німеччини відбулась реформа нім. Heeresstruktur 5, в рамках якої кількість полків протиповітряної оборони було скорочено до 7.
В 1997 році відбулись подальші скорочення та реорганізації, полки протиповітряної стали змішаними, в їхньому складі тепер був, зокрема, один активний і один резервний батальйон з установками «Gepard».
В 2000-х роках скорочення тривали, тепер у рамках програми нім. Heer der Zukunft (армія майбутнього). У складі військ протиповітряної оборони сухопутних військ Німеччини залишилось тільки три артилерійські батальйони протиповітряної оборони, які складались з чотирьох батарей по шість установок кожна.
В рамках реформування Бундесверу та значних скорочень оборонних видатків у 2005 році з озброєння було знято ЗРК Roland.
Станом на 2010 рік на озброєнні Військ протиповітряної оборони Сухопутних військ Німеччини перебувало 91 установок «Gepard», коли в березні 2010 року командувач (генеральний інспектор) сухопутними військами Ганс-Отто Будде наказав «якнайшвидше» зняти їх з озброєння заради скорочення видатків.
В жовтні 2010 року в казармах Ранцау у місті Боштедт відбулась урочиста церемонія зняття з озброєння установок «Gepard». Кілька днів до того зенітна установка урочисто здійснила прощальні постріли.
Останній «Gepard» з озброєння Бундесверу був переданий військово-історичному музею в Дрездені в квітні 2012 року.
Врешті, в рамках запроваджених радикальних реформ в 2012 році було розформовано Війська ППО Сухопутних військ Німеччини, зокрема, 6-й навчальний полк військ протиповітряної оборони (нім. Flugabwehrlehrregiment 6) а відповідальність за протиповітряну оборону перекладено на Повітряні сили Німеччини куди й були передані та підпорядковані залишки сухопутних ППО на озброєнні яких були, зокрема, LeFlaSys Ozelot, об'єктова зенітна артилерійська система MANTIS та РЛС.

### Румунія

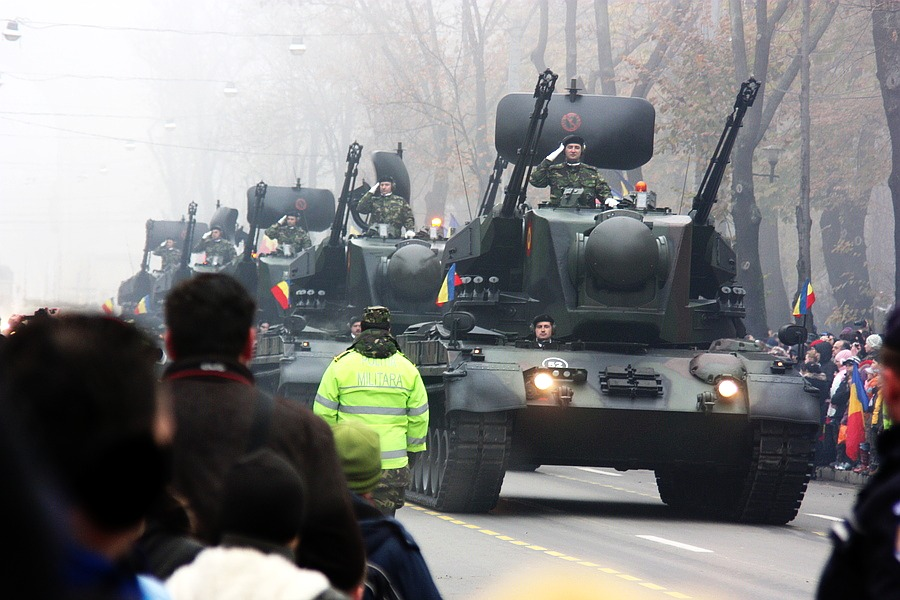
Румунські «Гепарди» на військовому параді на честь Національного дня Румунії, 1 грудня 2008 року

В рамках укладеної 21 серпня 1998 року угоди та програми НАТО «Партнерство заради миру» та підтримки нових кандидатів на вступ до НАТО протягом 2000—2004 років з наявності Бундесверу було безкоштовно передано 43 установки «Гепард» моделі B2. Крім того, протягом 9 місяців 23 румунських офіцерів пройшли курси навчання.
Після зняття ЗСУ «Гепард» з озброєння Бундесверу в 2010 році Румунія стала єдиною країною-членом НАТО, на озброєнні якої залишились ці зенітні установки.

### Україна
Незабаром після широкомасштабного вторгнення Росії в Україну, у березні 2022 року керівник концерну Krauss-Maffei Ральф Кетцель повідомив у інтерв'ю про готовність компанії передати Україні наявну в неї на складах військову техніку, зокрема — 50 вживаних комплексів «Гепард», які начебто можливо доволі швидко повернути до працездатного стану. Проте, для цього необхідно отримати схвалення від уряду.
Уряд Олафа Шольца тривалий час опирався передачі Україні будь-яких «важких» озброєнь. Начебто, це могло «спровокувати» Путіна та спричинити «Третю світову війну» або ж передача «важких» озброєнь навіть з баз зберігання могла послабити Бундесвер й відповідно — НАТО.
26 квітня 2022 року міністр оборони Німеччини Крістіне Ламбрехт на зустрічі коаліції союзників України на авіабазі Рамштайн повідомила про схвалення федеральним урядом ФРН передачі Україні самохідних зенітних артилерійських комплексів «Гепард», а також навчання українських військових застосуванню САУ PzH 2000, які уряд Нідерландів має намір передати Україні.
Та за словами Родеріха Кізеветера (нім. Roderich Kiesewetter) відновлення машин до працездатного стану, навчання персоналу, тощо, може потребувати багато часу і фактично ці машини Україна отримає аж під кінець року. Разом з ними начебто має бути передано 23 тисячі снарядів

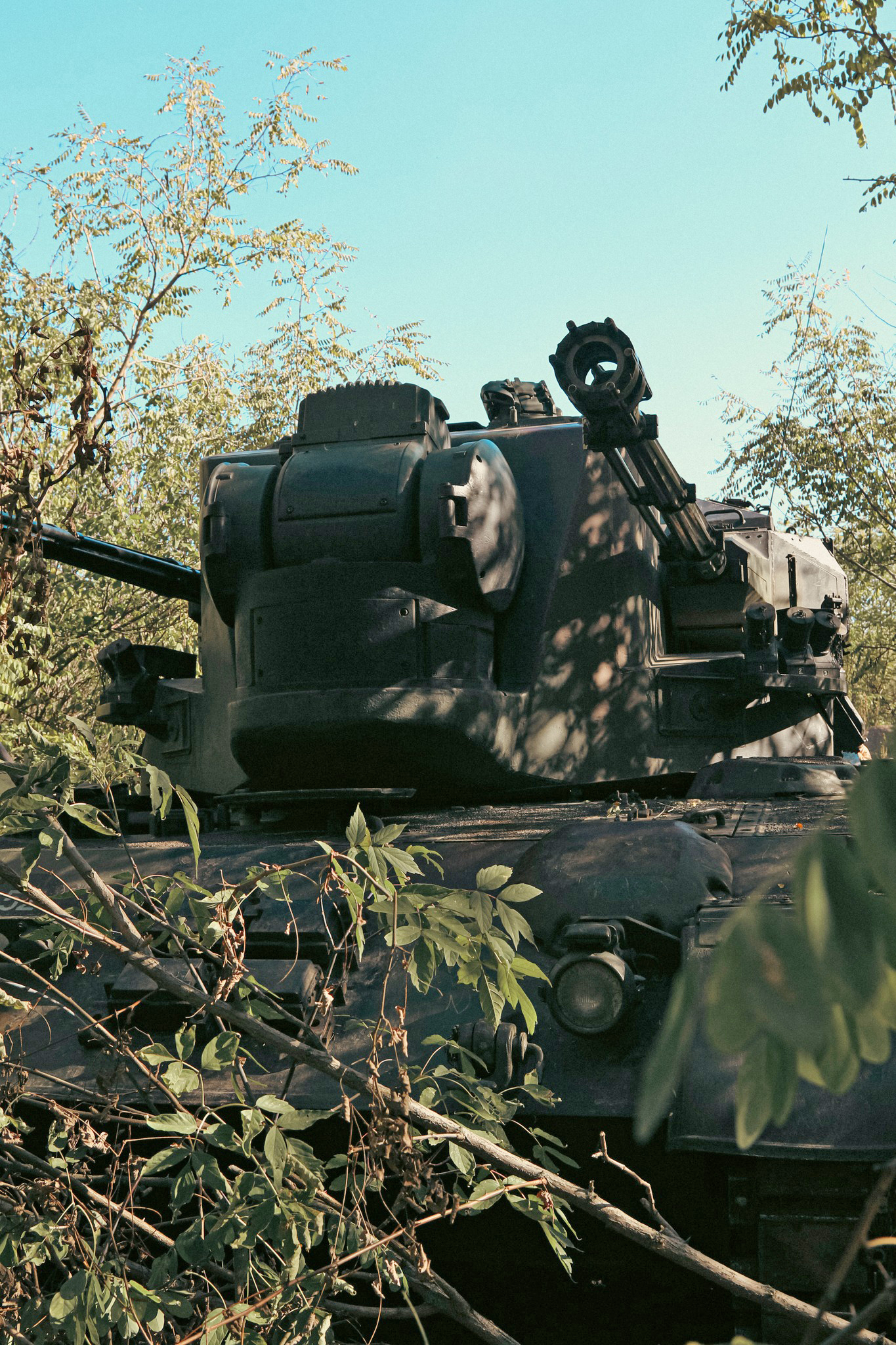
Установка «Gepard» ЗСУ, жовтень 2022 року

27 квітня 2022 року видання Business Insider з посиланням на джерела в уряді повідомило про готовність Бразилії продати 300 тисяч снарядів для установок «Гепард». Начебто, таким чином, буде розв'язане питання з браком боєкомплекту для цих зенітних установок. Проте за даними видання Der Spiegel іще станом на 17 травня німецький уряд начебто «шукав по всьому світу» боєприпаси для цих зенітних установок.
Проблема начебто в тому, що «Гепард» містить дві важливі складові виробництва Швейцарії: спарені гармати Oerlikon KDA та боєприпаси до них. При чому, на відміну від інших систем, де використані дані гармати, «Гепард» потребує не звичайні снаряди 35 × 228 мм, а такі, гільза яких має спеціальний паз для кріплення до ланок стрічки (т. зв. нім. Gurtrille). З відкритих джерел достеменно відомо було тільки про існування виробництва такої модифікації снарядів у Швейцарії.
Але Швейцарський уряд відмовив у реекспорті снарядів до зони бойових дій, оскільки це могло поставити під сумнів нейтралітет країни.
20 травня 2022 року міністр оборони ФРН Крістін Ламбрехт повідомила міністра оборони України Олексія Резнікова про намір передати 15 установок ЗСУ Gepard в липні 2022 року. За даними DW, до пакету допомоги увійде 60 тисяч боєприпасів для них.
На початку червня 2022 року німецьке видання Business Insider повідомило, що досі чинним був план передати 15 машин в середині липня, та іще 15 машин до кінця серпня 2022 року. Разом з ними вдалось знайти та буде передано близько 59000 снарядів.
9 липня 2022 року німецьке видання Der Spiegel повідомило, що після кількатижневих зусиль німецький уряд знайшов виробника снарядів для ЗСУ Gepard в Норвегії. Випробування боєприпасів відбудеться на полігоні Путлос до середини липня. Випробування начебто показали, що система управління вогнем не розпізнає норвезькі боєприпаси, тому вони потребуватимуть доопрацювання.
Згідно планів, установки служитимуть для захисту міст та об'єктів критичної інфраструктури.
25 липня 2022 року міністр оборони України Олексій Резніков повідомив, що перші три установки вже знаходяться в Україні в розпорядженні українських військових.
3 серпня 2022 року було отримано чергову партію зенітних установок, кількість переданих установок зросла до 8 одиниць.
10 серпня 2022 року було отримано чергові 10 установок, кількість переданих установок, таким чином, зросла до 12. В купі на цей час було отримано 49 тисяч снарядів.
19 серпня 2022 року повідомлено про передачу іще 3 установок, загальна кількість сягнула 15 одиниць.
6 вересня 2022 року повідомлялося, що українські військові отримали від Німеччини 5 самохідних зенітних установки, а також контрбатарейний радар «COBRA».
14 вересня 2022 року передано іще 4 установки, сукупна кількість переданих установок становила 24 одиниці.
Станом на 20 вересня 2022 року передача всіх 30 машин була завершена.
Станом на 20 січня 2023 року очікується передача 7 машин.
Із відправленого наприкінці жовтня 2022 року листа міністерки оборони Німеччини Крістін Ламбрехт своїй Швейцарській колезі Віолі Амхерд випливало, що застосування зенітних установок було настільки інтенсивним, що попри значну кількість вже переданих снарядів утворився певний дефіцит.
На початку 2023 року, 15 січня, голова ради директорів Rheinmetall Армін Паппергер повідомив, що до середини наступного (2024) року Україні буде передано близько 300 тисяч снарядів. Він очікує, що виробництво першої партії боєприпасів буде завершене в червні-липні. Це стало можливим завдяки придбанню іспанського підприємства Expal.
14 лютого 2023 року міністр оборони Німеччини Борис Пісторіус перед зустріччю міністрів оборони країн-членів НАТО в Брюселі повідомив, що німецький уряд підписав контракт з компанією Rheinmetall на відновлення виробництва боєприпасів для зенітних систем Gepard, які використовує Україна.
26 лютого 2023 року було повідомлено про передачу двох установок.
8 березня 2023 року стало відомо про передачу іще двох установок разом боєприпасами. Таким чином, загальна кількість переданих установок сягнула 34 машини.
У травні 2023 кількість додаткових запланованих установок збільшилась з 3 до 18. Наприкінці місяця стало відомо, що Міноборони США уклало угоду на 118 млн доларів США на придбання для України 35-мм артилерійських установок. Контракт виконуватиметься в Йорданії, орієнтовна дата завершення роботи — кінець травня 2024 року. У відкритому доступі відсутня інформація про кількість придбаних машин, але, ймовірно, йдеться про закупівлю в Йорданії колишніх Нідерландських Cheetah CA3 з необхідним капітальним ремонтом та наявними боєприпасами.
У липні доставили ще 12 одиниць та додаткові боєприпаси.
17 березня 2025 року стало відомо, що Німеччина передала Україні 3 зенітні установки Cheetah (нідерландська модифікація Gepard), а також 10 тисяч 35-мм уламкових снарядів до них.
21 липня 2025 року після 29-ї зустрічі у форматі «Рамштайн» Німеччина оголосила про новий пакет військової допомоги для України, який включає понад 200 000 снарядів для самохідних зенітних установок Gepard.

## Оператори

### Поточні

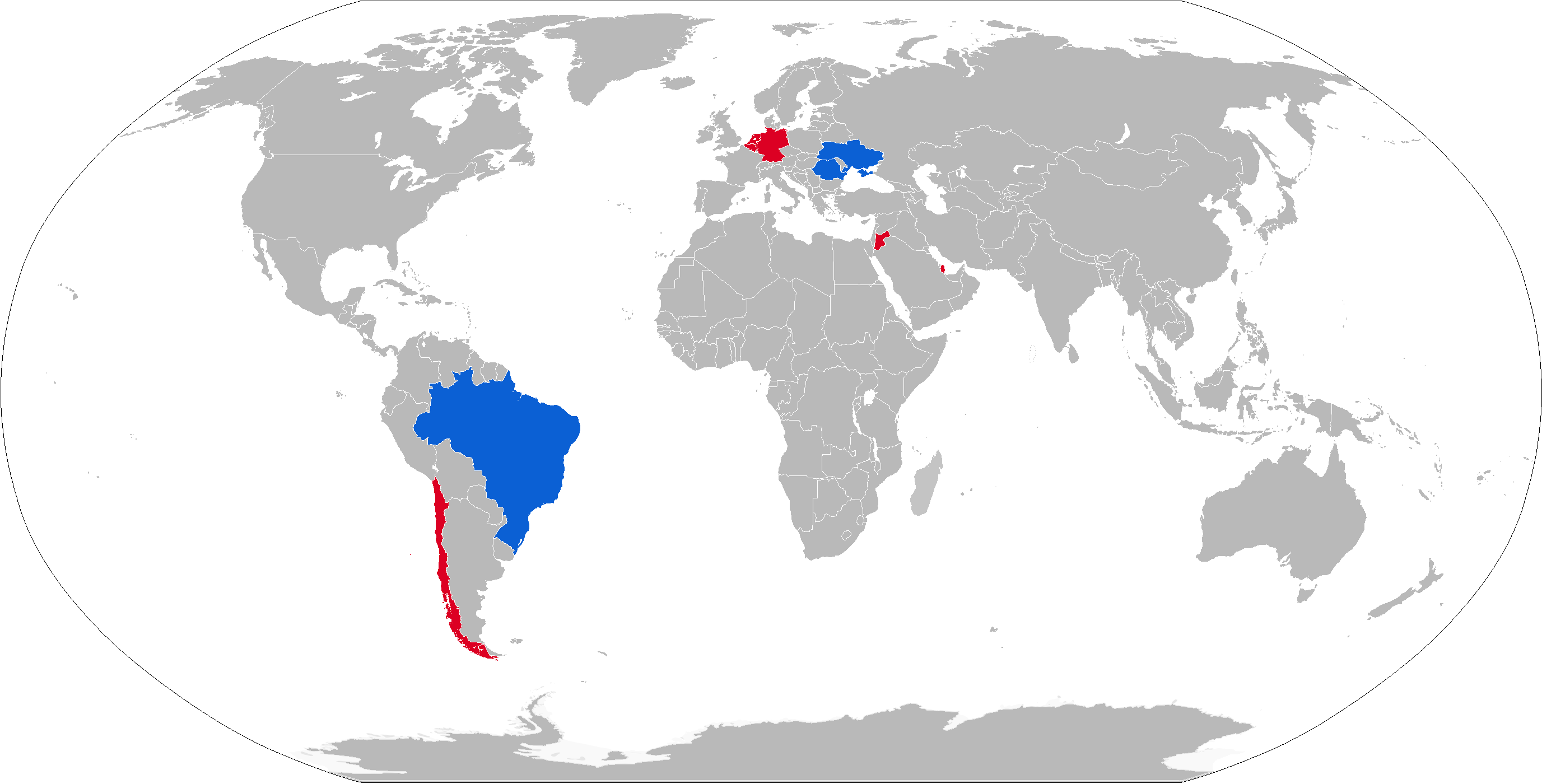
Карта операторів зенітних установок «Гепард» синім кольором, колишні оператори —червоним

- Бразилія: 34 одиниці, станом на 2024 рік[88]
- Румунія: 41 одиниця, станом на 2024 рік[89]
- Україна: до 112 од. Gepard, станом на червень 2024 року:
  - 52 од. передала Німеччина як військову допомогу Україні у 2022—2023 роках[90].
  - Ще 60 од. у 2024 році колишніх нідерландських зеніток Cheetah PRTL (модифікація Gepard) придбані США в Йорданії[91][92][93]

### Колишні
- Бельгія
- Йорданія: 60 установок було куплено в Нідерландів[94]. В 2023 році США викупили всі ЗСУ для України[92].
- Катар: У грудні 2020 було схвалено дозвіл на експорт 15 Гепардів в Катар. Крім того, буде поставлено запасні частини та 16 тисяч снарядів. У травні 2023 року повідомлялося, що всі 15 ЗСУ Gepard були викуплені Німеччиною для України, а посол України в Німеччині пізніше був знятий перед одним із колишніх катарських «Гепардів» на тренувальному полігоні[95][96]. Німеччина придбала Gepard у Катару за 64 мільйони доларів США, що приблизно вдвічі перевищує ціну, яку вони продали Катару кілька років тому[97].
- Нідерланди
- Німеччина
- Чилі: В 2008 році Німеччина передала 4 установки, які повернули в січні 2011. Замовлення на 30 установок було скасовано через велику вартість капітального ремонту/модернізації[98].